# キリストの降誕 (デスコ・ダ・パルト)
『キリストの降誕』（キリストのこうたん、伊:Natività）は、一般に『ベルリンのトンド』としても知られ、イタリアのルネサンス期の巨匠、マサッチオによって1427年から1428年に描かれた「デスコ・ダ・パルト  (desco da parto)」、または「誕生トレイ」である。 マサッチオがローマに赴く前のフィレンツェでの最後の時期の作品である
。ただし、この作品はマサッチオの工房によるものであると、最近の多くの学者によって見なされている。一部の美術史家は、ルネサンスの最初のトンド（円形作品）であると考えている。直径56cmの作品で、表側にイエス・キリストの降誕の場面、裏側に小さな犬と遊ぶ幼い子供が描かれている。作品はベルリン絵画館に所蔵されている。
イエスの誕生と聖母の誕生は、宗教芸術では非常に一般的な場面であり、同時代の設定や衣装を使用することがよくあったが、実際の同時代の出産の描写は非常にまれであった。マサッチオがブルネレスキの古典主義的建築の知識を持っていて、それを賛同していたことが画面の建築的遠近法に見てとれる。